# Lapta
Lapta (ruski: лапта́) je ekipni sport, podrijetlom iz Rusije, u kojemu se loptica udara s palicom, slično kao u kriketu, bejzbolu, softballu i pesäpallu. 
Ova sportska igra prvi put se igrala još u 14. stoljeću.  Spominjanje igre "lapta" pronađeno je u srednjovjekovnim rukopisima, a loptice i palice pronađene su u slojevima iz 14. stoljeća tijekom iskapanja u Novgorodu. 
Osim u Rusiji, lapta se igrala i u ostalim istočno-slavenskim zemljama.

## Pravila
Igra se na vanjskom terenu veličine polovice nogometnog igrališta (42,7 m × 53,3 m). 
Na terenu je pet ljudi iz obrambenog tima, kao i bacač/server. 
Bacač stoji blizu udarača protivničke ekipe i udara lopticu u smjeru udarača. 
Tim koji udara ima šest ljudi. Svaki napadač ima dvije prilike udariti lopticu preko linije od 10 metara. Ako u tome uspiju, trkači mogu ići na čeonu liniju na drugom kraju terena. Ako igrač uspije pretrčati između dvije krajnje točke, dobiva 2 boda. Igra traje sat vremena, a podijeljena je u dvije jednake polovice.
Rubovi polja označeni su paralelnim linijama koje se nazivaju ""salo"".
Cilj igre je lopticu, koju servira igrač suprotne momčadi, udariti palicom, te poslati lopticu što je dalje moguće, zatim trčati preko terena do "kon" crte, zatim po mogućnosti trčati natrag do "gorod" linija.
Igrač koji trči, pokušava izbjeći udarac lopticom koju bacaju protivnički igrači. Za uspješna optrčavanja tim zarađuje bodove. Momčad pobjeđuje dobivanjem više bodova tijekom planiranog vremena, ili tako što svi igrači završe nizove.
Ovu igru ukratko je opisao književnik Aleksandr Kuprin:
"Ova narodna igra jedna je od najzanimljivijih i najkorisnijih igara. Lapta zahtijeva snalažljivost, duboko disanje, vjernost svojoj grupi, pažnju, spretnost, brzo trčanje, dobro nišanjenje i gađanje, snažne udarne ruke i čvrsto vječno povjerenje kako ne možete biti poraženi. Lijeni i kukavice nemaju mjesta u ovoj igri".

## Vanjske poveznice
- About Lapta
- Lapta rules  Arhivirana inačica izvorne stranice od 28. lipnja 2023. (Wayback Machine)
- Introducing Lapta
- Forgotten baseball-like game Lapta
- Slavic baseball - Lapta